# Culte marial

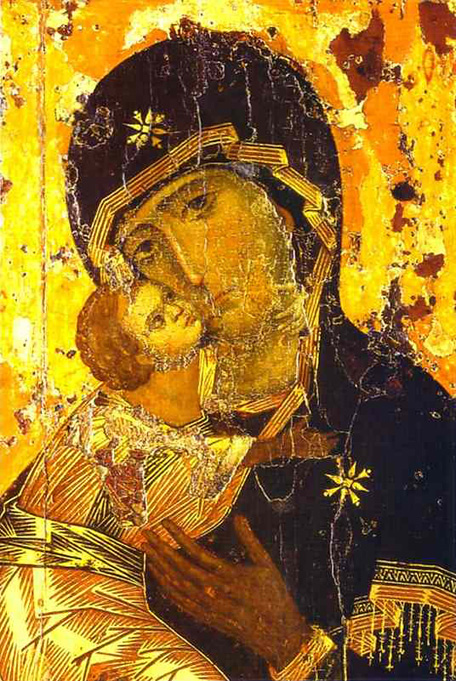
L'icône byzantine de la Vierge de Vladimir, XIIe siècle.

Le culte marial ou la dévotion mariale est la vénération que les catholiques et les orthodoxes portent à Marie, mère de Jésus. Dans les traditions catholique et orthodoxe, ce culte est appelé « hyperdulie » selon la définition qu'en a donnée le concile de Trente au XVIe siècle. Le protestantisme, pour sa part, respecte Marie pour son exemplarité, mais ne lui voue pas de culte particulier.

## Les premiers siècles

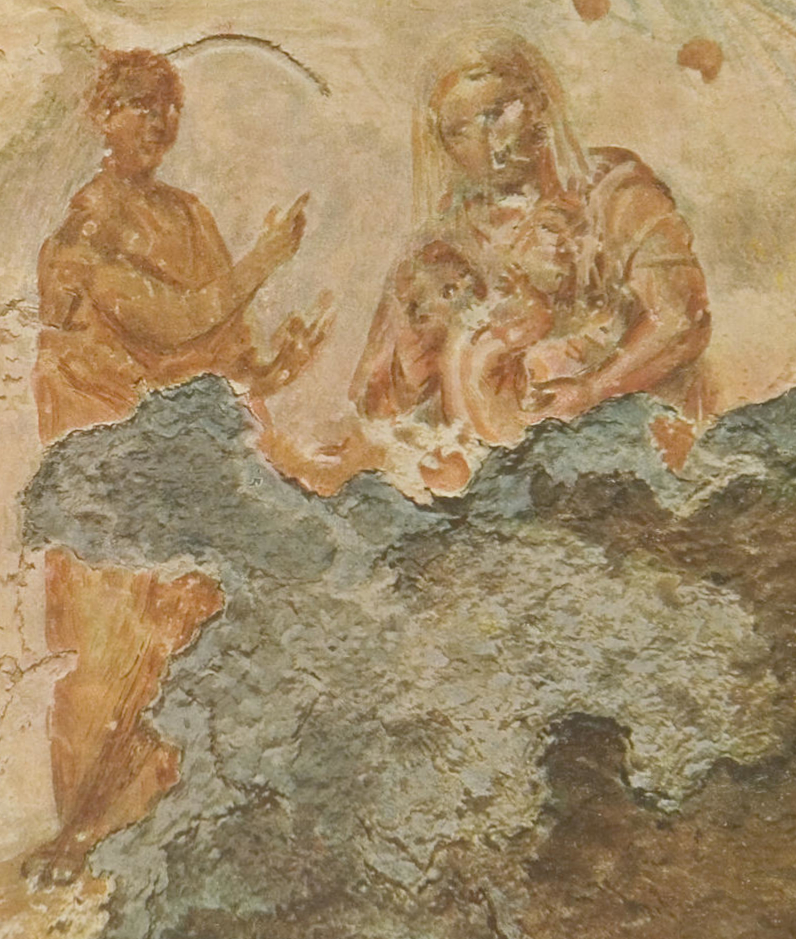
Marie allaitant l'Enfant Jésus, catacombe de Priscille, Rome, vers le IIe siècle.

Il semble que Marie n'a fait l'objet d'aucune dévotion particulière dans les débuts du christianisme. Le culte marial se développe à partir des IIIe siècle en Orient et Ve siècle en Occident, particulièrement chez les ecclésiastiques, sans encore toucher le peuple préférant vénérer les reliques de saints locaux,,.
Pour de nombreux spécialistes de l'Antiquité, Marie « mère de Dieu » aurait hérité purement et simplement des symboles et des fonctions de la déesse Cybèle, Mater magna, « Mère des dieux » : « Marie viendrait remplir une case laissée vide par la défaite et l'exil des divinités féminines, Isis et Cybèle surtout ». À la différence de ces historiens, Philippe Borgeaud met l'accent sur le contexte religieux commun dans lequel baignent les deux figures de Cybèle et de Marie, et qui explique leurs ressemblances. Ainsi, « le discours sur la chasteté [qui occupe une place centrale dans le culte marial comme dans le culte de Cybèle] relève de préoccupations qui sont partagées, au IIe siècle de notre ère, par des milieux cultivés dans l'ensemble des communautés méditerranéennes, chrétiennes ou non chrétiennes ».
De fait, « le christianisme victorieux finit par asseoir Marie, la Mère de Dieu, sur un trône qui ressemble étonnamment à celui de la Mère des dieux, tout en recherchant, derrière l'image hiératique de la souveraine céleste, les émotions d'une mère aimante et souffrante. » Le danger d'une divinisation de Marie, et d'une confusion entre Marie « mère de Dieu » et Cybèle mère des dieux sous-tend la polémique au concile d'Ephèse entre Nestorius, patriarche de Constantinople, qui aurait voulu que l'on appelât Marie « Christotokos », « mère du Christ », plutôt que Theotokos, « mère de Dieu », et Cyrille d'Alexandrie, partisan de cette dernière appellation. Ce danger de fusion n'était nulle part plus manifeste qu'à Byzance, comme le montrent les travaux de Vasiliki Limberis. Ainsi, « la mère de Dieu se voit confier les attributs de l'impératrice » au Ve siècle, et devient la protectrice de l'Empire byzantin.
Au IVe siècle — avec un développement au XIIIe —, Marie est comparée à l'Église, toutes deux épouses et mères spirituelles. « À la virginité succède la maternité divine » ; de nombreux ordres, confréries ou cités deviennent « fils de Marie » comme notamment les Cisterciens.

## Le concile d'Éphèse (431)
Le concile œcuménique d'Éphèse a défini le rôle de Marie, mère de Jésus, comme « Mère de Dieu » (Theotokos) - ce qui n'en fait pas l'égale de Dieu.
Le concile souligne l’importance de la dévotion mariale en condamnant le nestorianisme, doctrine selon laquelle Jésus-Christ possède deux natures, humaine et divine (dyophysisme), mais séparées. Cette christologie est déclarée hérétique par le concile, de même que la qualification nestorienne de Marie : « Mère du Christ » au lieu de Mère de Dieu.

## Moyen Âge

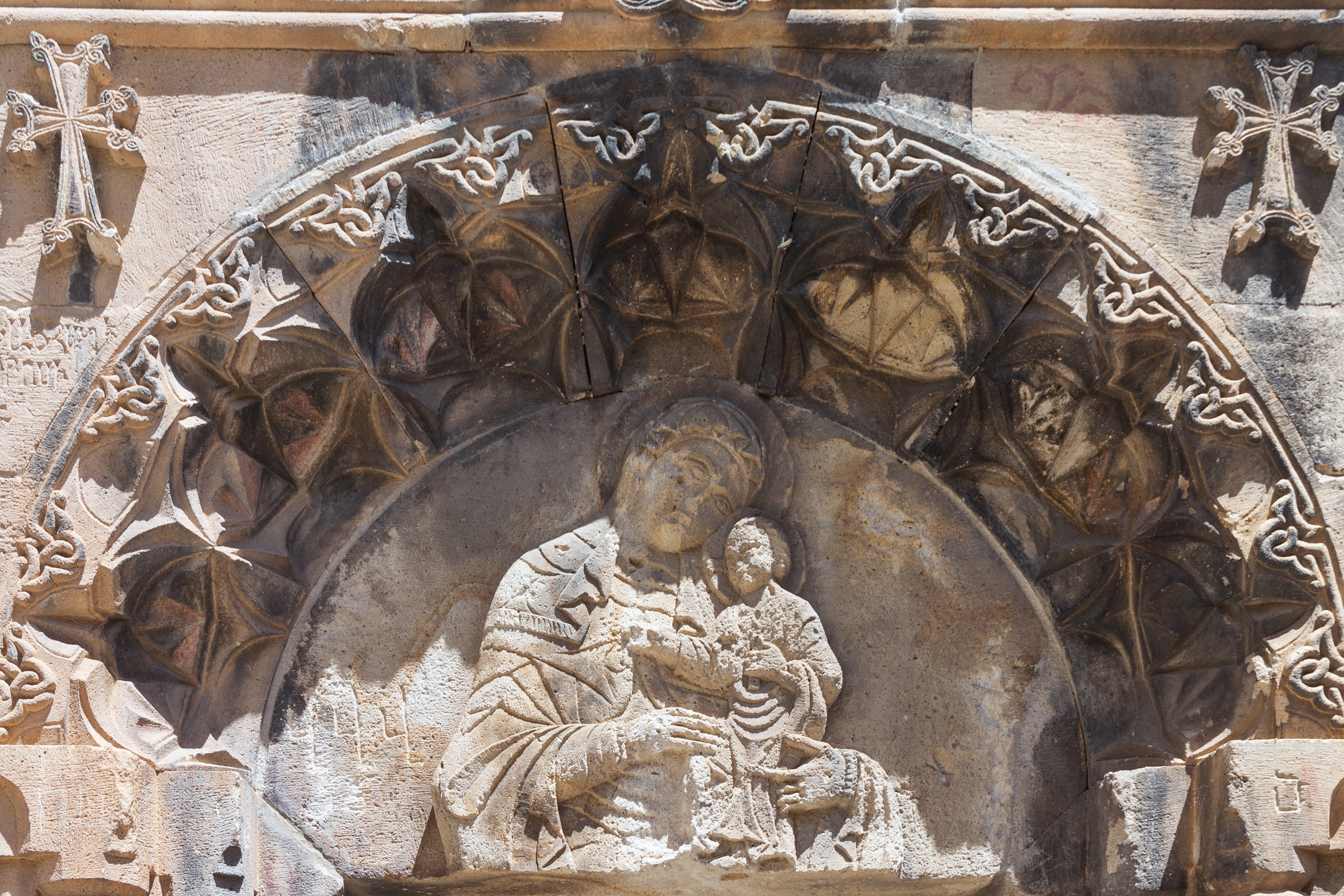
Vierge à l'Enfant (XIVe siècle), monastère de Spitakavor, Arménie.

Au IXe siècle, la Vierge est placée au sommet de la hiérarchie des anges et devient en Occident la médiatrice « reine des cieux ». Après deux siècles discrets, le culte marial s'épanouit sous l'impulsion de papes comme Léon IX (r. 1049-1054), Grégoire VII (r. 1073-1085), des théologiens et des évêques.
L'iconographie du Moyen Âge montre que, dans le catholicisme, la Vierge est indissociable du Christ : chaque église possède ou possédait sa statue de la Vierge à l'Enfant, et les autres thèmes les plus fréquents sont ceux de la Nativité et de la Fuite en Égypte. Mais en même temps, la Vierge acquiert un statut de reine, présent dans de nombreux écrits, et saint Bernard transforme en litanies de la Vierge les versets amoureux du Cantique des Cantiques, appliquant à Marie toutes les métaphores contenues dans le texte biblique et transposant sur le plan religieux la dame inspiratrice de l'amour courtois.
À partir du XIIIe siècle, « elle apparaît sur les sceaux en même temps qu'elle trône aux tympans des églises ».
De très nombreuses églises et cathédrales lui sont consacrées, sous le vocable de Notre-Dame. La cathédrale Notre-Dame du Puy-en-Velay (début des travaux: fin du XIe siècle), sanctuaire marial, fut l'un des lieux de pèlerinage les plus importants du Moyen Âge et de la Renaissance française. Notre-Dame de Lorette, sur les bords italiens de l’Adriatique, fut le sanctuaire marial le plus visité d’Occident du XVIe au XVIIIe siècle, parce que contenant la relique monumentale de la Maison de la Vierge rapportée de Terre sainte.

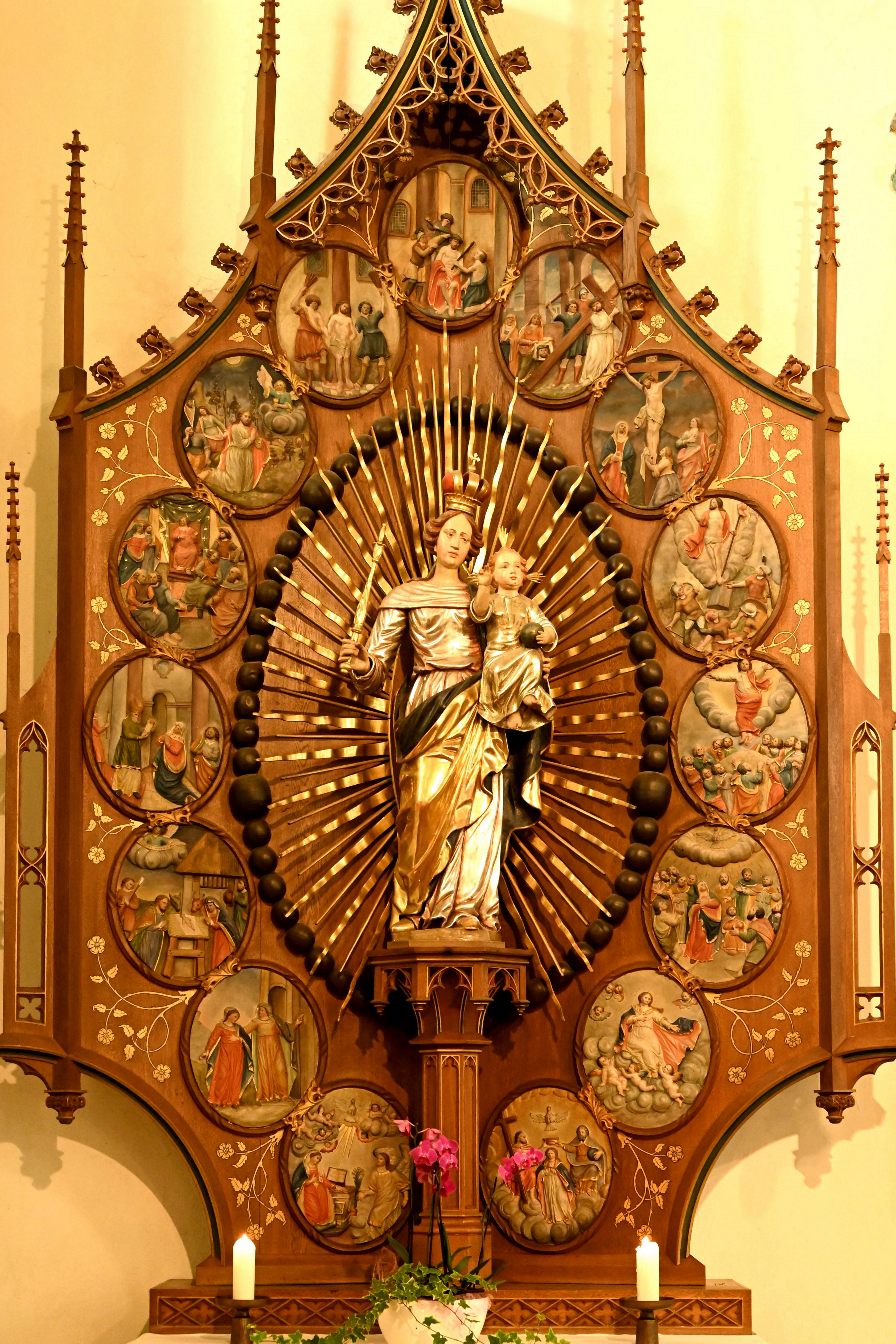
Vierge à l'Enfant (XVIe siècle), Weiler, Allemagne.

## Renaissance
De plus, les cisterciens développent la dévotion du Rosaire, reprise ensuite par les dominicains, transformée en fête religieuse au XVIe siècle, après la victoire de Lépante (1571) car la Vierge est maintenant perçue dans le catholicisme comme « Secours des Chrétiens » en difficulté. La Réforme met en question les excès du culte des saints et de la Vierge-Marie en particulier. C'est donc la Vierge qui mènera le combat spirituel contre les réformés. Les retables du Rosaire se multiplient, tout comme les représentations de l'Immaculée Conception et celles de l'Assomption, sans compter les innombrables miracles peints notamment sur les ex-voto.
Dans l'Occident latin, le mois de mai est dédié à Marie, semble-t-il, depuis le XIIIe siècle. On raconte que saint Philippe Néri (1536-1595) avait l'habitude de rassembler les enfants, le 1er mai, autour d'un petit autel de Marie. Mais c'est au XVIIIe siècle, que se répandit la coutume d'une célébration familiale du mois de Marie, à l'instigation des Jésuites. Le pape Pie VII, en 1815, approuve officiellement la pratique de cette dévotion.
Les Églises issues de la Réforme protestante ont quant à elles abandonné le culte marial dès le XVIe siècle, en même temps que le culte des saints.

## Pèlerinages mariaux
Les pèlerinages aux sanctuaires mariaux sont une forme répandue du culte marial. Les plus anciens en France sont ceux de la Vierge de Boulogne, de Notre-Dame du Puy et de Chartres, attestés à partir du Xe siècle. « Au début XVIIe siècle, la papauté lancera le culte de Lorette ». Parmi les pèlerinages les plus importants : Notre-Dame de Lourdes, de la Médaille miraculeuse de la rue du Bac à Paris et de Notre-Dame de la Salette. À l'étranger, il y a celui de Notre-Dame de Fatima au Portugal, et celui de Notre-Dame de Guadalupe au Mexique.
Les dévotions mariales les plus reconnues sont, entre autres, le rosaire, la médaille miraculeuse, l'Angélus, le scapulaire, les Litanies de Lorette, la neuvaine à Notre-Dame du Perpétuel Secours. Les sanctuaires les plus fréquentées sont Santa Maria Maggiore, Jasna Góra, Aparecida, Luján. Les solennités sont Noël (25 décembre), Épiphanie (6 janvier), Assomption (15 août), Immaculée Conception (8 décembre).

## Miracles et apparitions

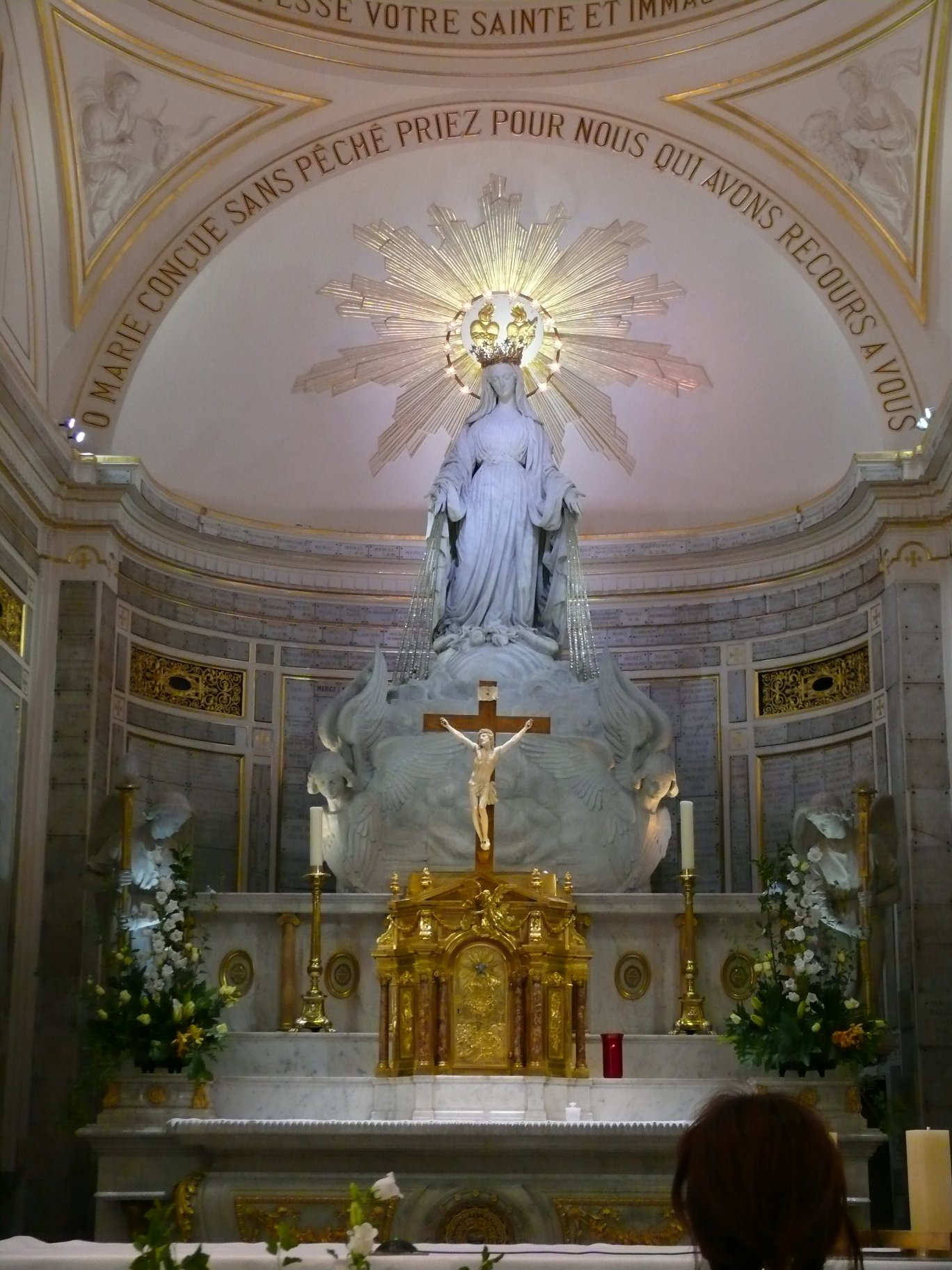
Chapelle Notre-Dame de la Médaille miraculeuse, rue du Bac, Paris.

L'Église catholique reconnaît dix-huit apparitions mariales, mais de nombreuses autres ont été signalées.
Pendant son pontificat, Libère (352-366), à la suite de l'offre d'un mécène de construire une chapelle dédiée à Marie, aurait vu cette dernière en un songe lui indiquer le lieu où devrait se trouver l'édifice. La basilique Sainte-Marie-Majeure de Rome fut construite par la suite sur le lieu de cette chapelle Sainte-Marie-des-Neiges.
« Les premiers récits d'apparitions datent du concile de Constantinople » en 381, alors que s'établit le Credo ; ils ne cesseront de se développer, avec un âge d'or au XIIIe puis au XIXe siècle,.
Au Moyen Âge, les miracles attribués à la Vierge se multiplient et sont publiés dans de nombreux recueils, l'un des plus célèbres étant les Miracles de Nostre Dame de Gautier de Coinci, au début du XIIIe siècle. Souvent, ces miracles aboutissent à la construction d'églises ou d'ermitages, où d'autres miracles auraient lieu par la suite.
« Après le concile de Trente (XVIe siècle), commence une nouvelle période d'inflation des apparitions ».
Notre-Dame de Guadalupe aurait ordonné la construction d'une église en 1531 à un pauvre Indien de Tepeyac au Mexique. Lors d'une apparition de 1664 à Saint-Étienne-le-Laus, Marie se serait présentée à Benoîte Rencurel, une bergère de 17 ans.
Dans la plupart des apparitions précédentes, la Vierge apparaissait généralement en rêve.
Après la Révolution française, les apparitions mariales deviennent une spécificité du XIXe siècle où elles se multiplient. À partir de la seconde moitié de ce siècle, elle apparaîtrait « en personne » en divers endroits : à Paris, rue du Bac à Catherine Labouré (1830) (on y construisit par la suite la chapelle Notre-Dame-de-la-Médaille-miraculeuse et plusieurs millions de médailles sont diffusées dans le monde), à La Salette en 1846, à Lourdes à Bernadette Soubirous en 1858, à Pontmain, une apparition unique en 1871, puis en 1917 à Fátima, ensuite en 1932-1933, à Beauraing (Belgique) où elle apparut à 33 reprises à cinq enfants (Andrée et Gilberte Degeimbre, Fernande, Gilberte et Albert Voisin) (reconnaissance officielle par Rome en 1943), ensuite à l'église Saint-Gilles de l'Île-Bouchard en 1947, puis à partir de 1981 à Međugorje, petit village de Bosnie-Herzégovine (non reconnu par Rome).
Toutes ces apparitions reconnues par Rome donnent lieu à de nouvelles fêtes en rapport avec la piété mariale mais seule celle de Notre-Dame de Lourdes est entrée dans le calendrier de l’Église catholique : fête de la « Manifestation de l’Immaculée Vierge Marie de la Médaille miraculeuse », fête de l’Apparition de la Bienheureuse Vierge Marie Immaculée, fête « Notre-Dame de la prière »  à Pontmain, fête de Notre-Dame de la Salette « Réconciliatrice des pécheurs ».

## Prières mariales

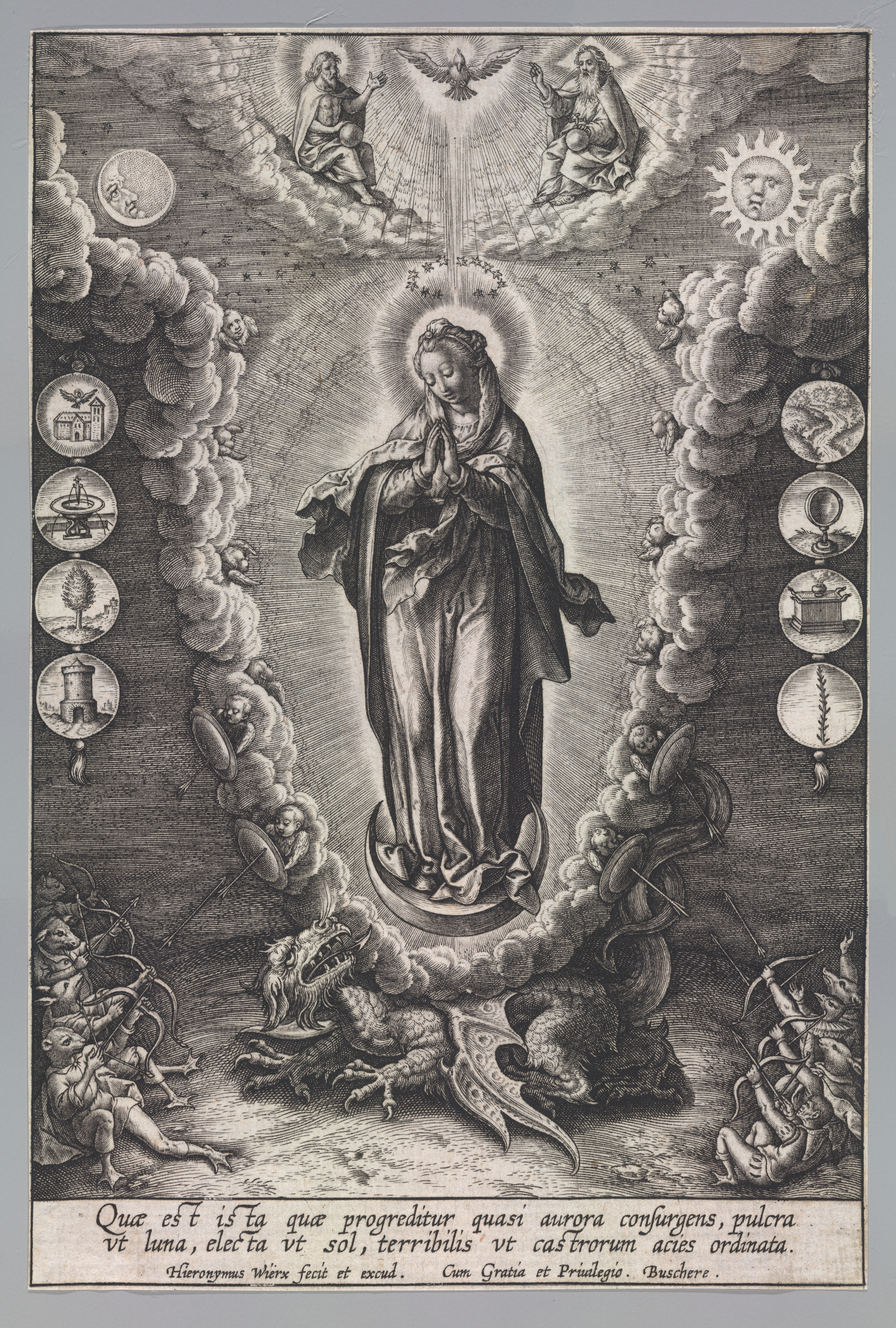
Représentation de la Vierge Marie avec les symboles des litanies de Lorette au the Metropolitan Museum de New York, et Rijksmuseum d'Amsterdam.

Beaucoup de prières catholiques demandant à la Vierge Marie l’intercession au près de Dieu, existent. Le rosaire, composé de quatre chapelets (trois seulement si l'on ne récite pas les mystères lumineux), a un caractère essentiellement marial, ce qui ne lui enlève en rien son caractère christocentrique, selon Jean-Paul II dans Rosarium Virginis Mariae.
- Le Je vous salue Marie (Ave Maria) est la prière mariale la plus fréquemment dite car reprenant directement des passages du Nouveau Testament.
- Le Sub Tuum Praesidium (IIIe siècle) est certainement la plus ancienne prière non scripturaire connue adressée à la Vierge Marie.
- L'Angélus évoque l'épisode de l'Annonciation par l'ange Gabriel (Lc 1, 26-38). Elle mentionne le message de l'ange, reprend les paroles d'acceptation de Marie et annonce l'Incarnation du Messie. Cette prière prise au lever du jour, à midi et le soir, entre Pentecôte et Pâques.
- Le Regina Cæli remplace l'Angélus entre Pâques et la Pentecôte. Cet hymne proclame Marie Reine du Ciel ainsi que la Résurrection de son Fils.
- Le Salve Regina est une prière qui demande à Notre Dame la compassion, la miséricorde, la consolation, l'espoir et le salut. L'Évangile enseigne que Marie a aussi improvisé un cantique, le Magnificat.
- Le Stabat Mater médite sur Marie en larmes, au cœur symboliquement transpercé d'un glaive (selon la prédiction de Syméon), en contemplant son Fils crucifié ; cela est redit dans la constitution apostolique Munificentissimus Deus.
- Les Litanies de Lorette composées au XVIe siècle à Lorette.
- à la Beatissime Vierge de Lorette, Chant d'action de grâce composé par Le Tasse  en 1587.
- La prière « Auguste Reine des cieux, souveraine Maîtresse des Anges » du Père Louis-Édouard Cestac (indulgenciée par Saint Pie X, le 8 Juillet 1908)[17] ainsi que l'invocation à la très sainte vierge Marie sous ses différents vocables et notamment "« Sainte Marie, Mère de Dieu »[18] sont utilisés avec grande efficience durant les rituels d'exorcisme[19].

## Reliques mariales
« En Orient comme en Occident, à partir de la seconde moitié du Ve siècle, c'est-à-dire à l'époque où s'est probablement posée la question du sort final de Marie, le culte des reliques mariales a commencé à se développer. Étant donné son Assomption, la vénération se porte non pas sur les traditionnelles reliques corporelles (à l'exception des reliques du saint lait) mais sur des reliques de contact (Manteau, Vêtements funèbres, Ceinture, vaisselle...) ». De nombreuses églises et sanctuaires mariaux revendiquent posséder ce type de reliques basées sur des récits plus ou moins légendaires issues de traditions probablement originaires de Jérusalem : fuseau de la Vierge au monastère des Hodèges, sainte Robe à l'église des Blachernes, chambre à coucher dans la Maison de la Vierge Marie, les saintes écuelles dans la Sainte Maison de Lorette. Avec le commerce médiéval des reliques, ces dernières se sont retrouvées dans plusieurs églises d’Occident.
Au temps de la Réforme, « Jean Calvin dans son Traité des reliques s'en prend vertement à la prolifération des bouteilles de lait de Marie » ; « contre les excès du culte marial, les protestants inviteront à retrouver la « vraie vierge des Évangiles » ».

## Qualification du culte
En réaction à la Réforme, qui croyait déceler une forme d'idolâtrie dans le culte marial, le concile de Trente au XVIe siècle a formalisé la distinction entre cultes de latrie, de dulie, et d'hyperdulie. Le culte d'hyperdulie (du grec ancien υπέρ / hyper, au-dessus, et δουλεία / douleia, servitude), est le culte rendu à la Vierge Marie, supérieur au simple culte rendu aux saints et aux anges (dulie). Ce terme est distingué de celui d'adoration (ou latrie) qui ne convient que pour Dieu.
En mariologie l'excès a porté plusieurs théologiens à parler de Marie comme « corédemptrice ». Le concile Vatican II a délibérément évité d'employer ce terme et rappelé que, pour le christianisme, le rédempteur unique est Jésus-Christ, fils de Dieu et de Marie.